# Torymoides amabilis
Torymoides amabilis är en stekelart som beskrevs av Walker 1871. Torymoides amabilis ingår i släktet Torymoides och familjen gallglanssteklar.
Artens utbredningsområde är Sri Lanka. Inga underarter finns listade i Catalogue of Life.